# Rosso Falun

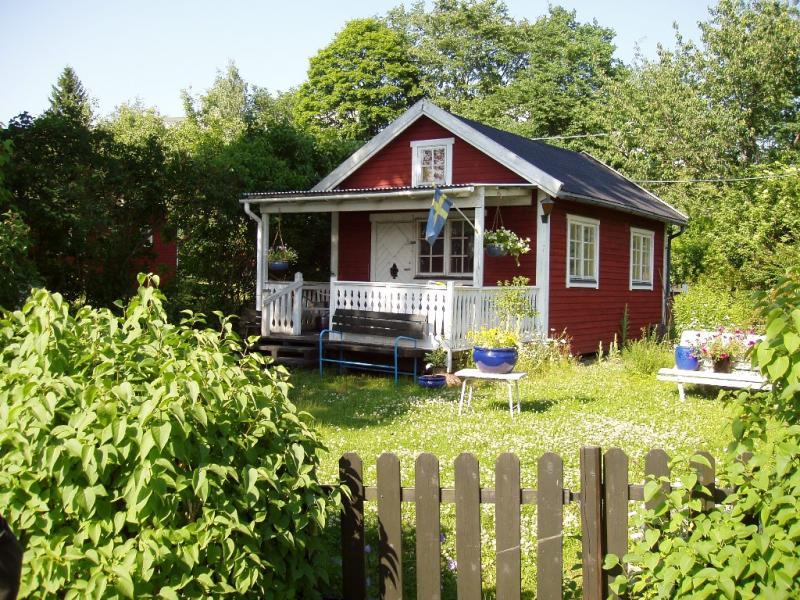
Tipica casa di campagna svedese colorata in rosso Falun

Rosso Falun (in svedese Falu rödfärg, pronuncia [²fɑːlɵ ²røːfærj]) è un colore rosso scuro usato frequentemente in Svezia, Finlandia e Norvegia per verniciare le case ed i fienili di legno.
Il colore deriva dalla miniere di rame di Falun, nella contea di Dalarna, nella Svezia centrale.
Il colore può differire lievemente a seconda dell'ossidazione variando da un rosso scurissimo fino a un rosso chiaro. Nel tempo sono state usate diverse tonalità a seconda del gusto dell'epoca.
La vernice è composta da acqua, farina di segale, olio di semi di lino e residuo delle miniere di rame di Falun contenente composti di rame, zinco, silicati e ossido di ferro.

## Storia
Dopo centinaia di anni di attività mineraria a Falun, grandi cumuli di prodotti residui sono stati depositati in superficie nelle vicinanze delle miniere.
Nel XVI secolo, la mineralizzazione degli scarti della miniera e le scorie provienenti dalle attività di fonderie iniziarono a produrre un fango di colore rosso ricco di rame, limonite, acido silicico e zinco. Riscaldata per qualche ora e poi mescolata con olio di lino e farina di segale, la fanghiglia si rivelò un'ottima vernice anti-intemperie. Nel corso del XVII secolo, il rosso falun iniziò a essere spalmato sugli edifici in legno per imitare le facciate in mattoni rossi costruite dalle classi più elevate. 
Nelle aree edificate della Svezia, gli edifici in legno venivano spesso dipinti con il rosso falun fino all'inizio del XIX secolo, fino a quando le autorità iniziarono ad opporsi all'uso di questa vernice.
Il rosso falun ha conosciuto una nuova popolarità nelle campagne svedesi durante il XIX secolo, quando i contadini più poveri e gli agricoltori hanno iniziato a dipingere le loro case. Il rosso falun è ancora ampiamente utilizzato nelle campagne. L'espressione finlandese punainen tupa ja perunamaa, "un cottage rosso e un campo di patate", che si riferisce alla casa e alla vita idilliaca, è un'allusione diretta a una casa di campagna dipinta in rosso falun.

## Composizione

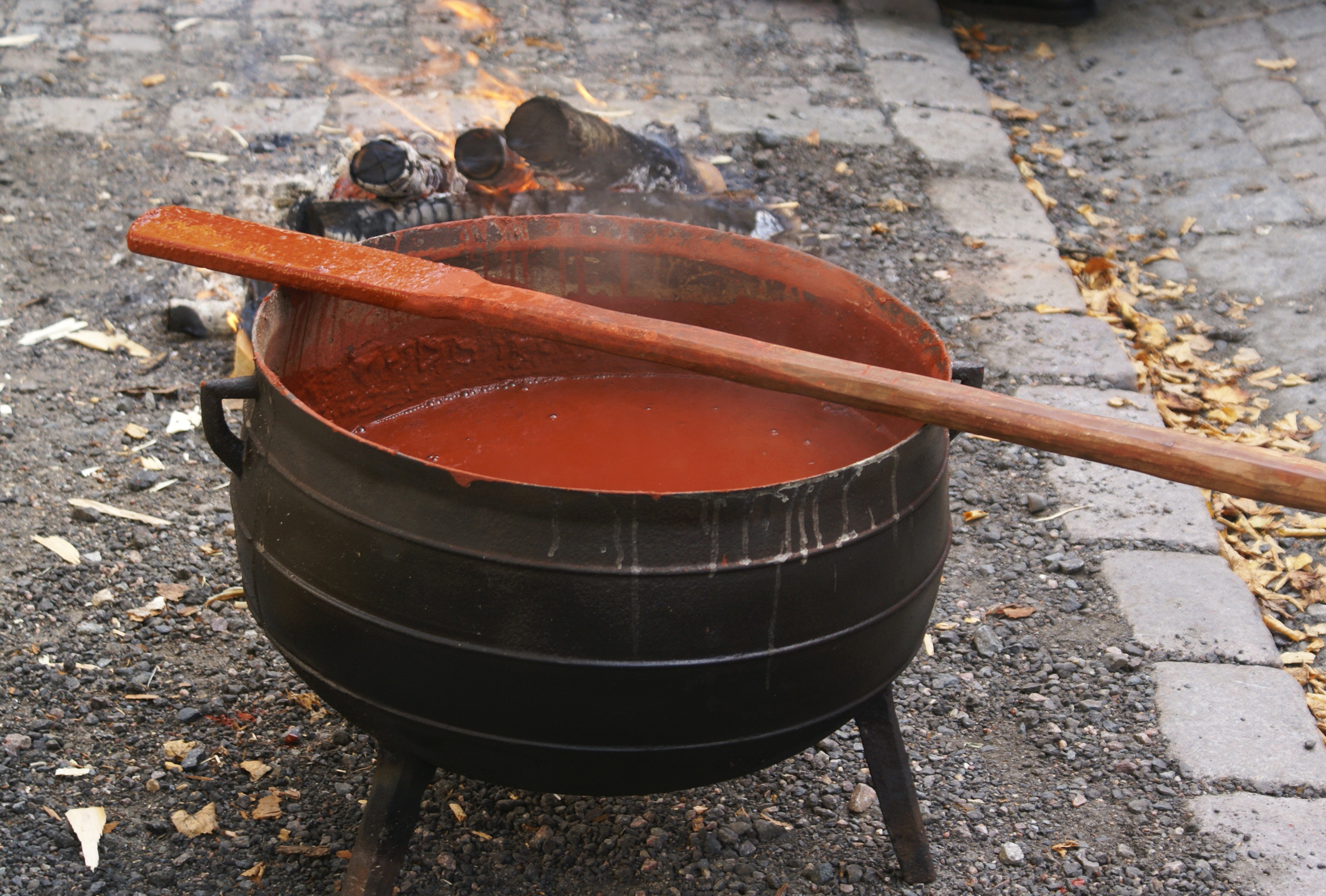
Rosso Falun dopo essere stato mescolato e cotto fino a diventare una vernice

La vernice è composta da acqua, farina di segale, olio di lino, silicati, ossidi di ferro, composti di rame e zinco. Con l'invecchiamento del rosso falun il legante si deteriora, lasciando i granuli di colore sciolti, ma il restauro è facile poiché è sufficiente spazzolare la superficie prima di ridipingere.
Il colore effettivo può variare a seconda del grado di cottura dell'ossido, da quasi nero a rosso chiaro e brillante. Le diverse tonalità di rosso sono state popolari in tempi diversi.